# Тарлык (река)
Тарлы́к — река в Саратовской области России, протекает по Энгельсскому и Ровенскому районам. Левый приток Волги.

## География
Тарлык начинается в балке примерно в 1 км к северу от села Воскресенка. Выше Воскресенки река запружена. Течёт на юг, затем поворачивает на запад, оставляя Воскресенку по левому берегу. Далее по правому берегу село Новая Каменка, по левому — Тарлык. При устье Тарлыка по правому берегу находится село Тарлыковка. Тарлык впадает в Волгу (технически — в Волгоградское водохранилище) в 903 км от устья последней. Длина реки составляет 41 км, площадь бассейна — 404 км².

## Данные водного реестра
По данным государственного водного реестра России относится к Нижневолжскому бассейновому округу, водохозяйственный участок реки — Волга от Саратовского гидроузла до Волгоградского гидроузла, без рек Большой Иргиз, Большой Караман, Терешка, Еруслан, Торгун. Речной бассейн реки — Волга от верхнего Куйбышевского водохранилища до впадения в Каспий.
Код объекта в государственном водном реестре — 11010002212112100011036.